# Kronanwalt
Kronanwalt (Queen’s beziehungsweise King’s Counsel, Abkürzung QC beziehungsweise KC) ist eine Bezeichnung für besonders erfahrene Rechtsanwälte in England, Wales sowie in einigen anderen Ländern des Commonwealth.
Im Königreich Hannover gab es im 19. Jahrhundert ebenfalls die Bezeichnung Kronanwalt als Amtstitel für den Staatsanwalt und Oberstaatsanwalt (Kronoberanwalt).

## Bedeutung
Regiert eine Königin, so werden Kronanwälte als Queen’s Counsel bezeichnet, regiert ein König, so ist die Bezeichnung King’s Counsel.
Der Titel des Kronanwaltes wird nur an besonders erfahrene und erfolgreiche Rechtsanwälte verliehen, die dadurch offizielle Anerkennung vom Staat (repräsentiert durch die Krone und die Gerichte) erfahren. Bis zum Jahre 1996 konnten nur Barrister berufen werden, mittlerweile ist dies in besonderen Fällen auch für Solicitors möglich. Im Jahre 2002 gab es in England und Wales 1.145 Barrister mit dem Titel QC (bei etwa 10.500 Barristern insgesamt) und sieben Solicitors (bei knapp 90.000 insgesamt).
Kronanwälte sind in der Regel besonders erfolgreiche und oft auf das Auftreten vor Gericht spezialisierte Rechtsanwälte, die teilweise äußerst hohe Summen verdienen. Nicht wenige von ihnen sind auch politisch aktiv.

## Berufungsverfahren und Reformdiskussion
Die Berufung erfolgte bisher jährlich durch die Krone auf Vorschlag des Lord Chancellors, bei dem sich jeder, der die formalen Kriterien erfüllte, bewerben konnte. In besonderen Fällen wurde der Titel auch an nicht praktizierende Juristen verliehen, etwa an besonders verdiente Rechtswissenschaftler. Nicht zuletzt aufgrund des „politischen Berufungsverfahrens“ zum QC beziehungsweise KC werden nur etwa ein Viertel der Bewerber tatsächlich berufen. Derzeit wird jedoch eine Reform des undurchsichtigen Berufungssystems diskutiert beziehungsweise ist die Abschaffung des Titels insgesamt im Gespräch.

## Bekannte Kronanwälte (Auswahl)
- Judah Philip Benjamin (1811–1884), Minister der Konföderierten im amerikanischen Bürgerkrieg und später Anwalt und Verfasser eines klassischen Lehrbuchs zum Kaufrecht in England
- Sir William Robert Grove (1811–1896), Jurist und Naturwissenschaftler, gilt neben Christian Friedrich Schönbein als Vater der Brennstoffzelle
- Sir John Alexander Macdonald (1815–1891), erster Premierminister von Kanada
- Sir Wilfrid Laurier (1841–1919), siebter Premierminister Kanadas, Mitbegründer der Liberalen Partei
- Warington Baden-Powell (1847–1921), Gründer der Seepfadfinder, ältester Bruder von Robert Baden-Powell, dem Gründer der Pfadfinderbewegung
- Geoffrey Lawrence, 3. Baron Trevethin, 1. Baron Oaksey (1880–1971), Vorsitzender Richter beim Nürnberger Prozess gegen die Hauptkriegsverbrecher
- Denis Nowell Pritt (1887–1972), gehörte dem linken Flügel der Labour Party an, bis er 1940 ausgeschlossen wurde, weil der den sowjetischen Einmarsch in Finnland befürwortete
- William Donald Patrick (1889–1967), Richter am Court of Session und am Internationalen Militärgerichtshof für den Fernen Osten
- Sir Richard Stafford Cripps (1889–1952), britischer Jurist und Politiker (Labour Party)
- Alfred Thompson Denning, Baron Denning (1899–1999), wohl einflussreichster englischer Richter des 20. Jahrhunderts und Master of the Rolls
- Hartley William Shawcross, Baron Shawcross (1902–2003), britischer Chefankläger beim Nürnberger Prozess gegen die Hauptkriegsverbrecher
- John Passmore Widgery, Baron Widgery (1911–1981), britischer Richter, von 1972 bis 1980 Lord Chief Justice of England and Wales, Vorsitzender des Widgery Tribunals zur Untersuchung des Blutsonntags (Bloody Sunday)
- Godfrey Lukongwa Binaisa (1920–2010), von 1979 bis 1980 Präsident von Uganda
- Greville Janner, Baron Janner of Braunstone (1928–2015), Mitglied von Unter- und Oberhaus, Multifunktionär jüdischer Organisationen
- William John Ellis Cox (* 1936), australischer Jurist und Richter, 2004–2008 Gouverneur von Tasmanien
- Leon Brittan, Baron Brittan of Spennithorne (1939–2015), Barrister, britischer konservativer Politiker, früheres Mitglied des britischen Parlaments, der britischen Regierung und der Europäischen Kommission
- Walter Menzies Campbell, Baron Campbell of Pittenweem (* 1941), CBE, schottischer Abgeordneter des britischen Unterhauses und Leader der Liberal Democrats 2006–2007
- Cherie Blair (* 1954), Ehefrau des ehemaligen britischen Premierministers Tony Blair
- Keir Starmer (* 1962), britischer Politiker (Labour Party), Premierminister des Vereinigten Königreichs